# Новослободское сельское поселение (Ульяновская область)
Новослобо́дское се́льское поселе́ние — муниципальное образование в составе Сенгилеевского района Ульяновской области. Административный центр — село Новая Слобода. 

## Население
| 2010  | 2012  | 2013  | 2014  | 2015  | 2016  | 2017  |
| ----- | ----- | ----- | ----- | ----- | ----- | ----- |
| 2165  | ↘2135 | ↘2133 | ↘2100 | ↘2089 | ↘2075 | ↘2072 |
| 2018  | 2019  | 2020  | 2021  |       |       |       |
| ↘2032 | ↘1964 | ↘1946 | ↘1862 |       |       |       |

## Состав сельского поселения
В состав поселения входят 6 населённых пунктов: 5 сёл и 1 посёлок.
| № | Населённый пункт | Тип населённого пункта       | Население |
| - | ---------------- | ---------------------------- | --------- |
| 1 | Алёшкино         | село                         | 614       |
| 2 | Буераки          | село                         | 3         |
| 3 | Вырыстайкино     | село                         | 262       |
| 4 | Каранино         | село                         | 219       |
| 5 | Лесной           | посёлок                      | 258       |
| 6 | Новая Слобода    | село, административный центр | 809       |